# Галкин, Алексей Викторович
Алексей Викторович Га́лкин (род. 11 апреля 1970) — офицер войск специального назначения Главного управления Генштаба ВС Российской Федерации, генерал-майор, участник чеченского конфликта, Герой Российской Федерации (2002).

## Биография
Родился в 1970 году в городе Черкассы Украинской ССР. Окончил среднюю школу, после чего работал слесарем. На военную службу был призван Черкасским городским военным комиссариатом. В 1996 году окончил с золотой медалью Новосибирское высшее общевойсковое командное училище. В 1996—2002 годах проходил военную службу в Северо-Кавказском военном округе. Неоднократно участвовал в контртеррористических операциях.
3 октября 1999 года старший лейтенант Галкин был взят в плен боевиками. В плену он подвергался жестоким пыткам. Лейтенанта морили голодом, ему ломали кости, он был свидетелем расправ над другими военнопленными. Однако 29 февраля 2000 года, когда боевики под конвоем переводили его вместе с другим пленным, майором ГРУ Владимиром Пахомовым, в другое место, в районе высоты 776 внезапно начался бой, и пленным удалось бежать.
К осени 2002 года майор Галкин командовал разведгруппой. Осенью 2002 года его разведгруппа в ходе спецоперации захватила важные документы, которые подтвердили причастность международного терроризма к деятельности бандформирований сепаратистов на территории Чечни. Документы были представлены лично В. В. Путину.
Указом Президента Российской Федерации № 1311 от 10 ноября 2002 года за «мужество и героизм, проявленные при выполнении специального задания» майор А. В. Галкин был удостоен звания Героя Российской Федерации с вручением медали «Золотая Звезда».
В настоящее время продолжает службу в войсках специального назначения. Является командиром войсковой части 92154.
Также награждён орденом «За заслуги перед Отечеством» 4-й степени и рядом медалей.
Стал прототипом главного героя фильма «Личный номер».